# Азріель Лев Самсонович
Азріель Лев Самсонович — фотокореспондент. Учасник Другої світової війни.
Творчий шлях почав з редакції газети «Диктатура труда». Його роботи публікувалися на шпальтах газет «Радянська Донеччина», «Правда України» та всесоюзної «Правда». Деякі свої роботи він підписував псевдонімом «Лев Самсонов».
У 1970 році в Центральному будинку журналіста (Москва) відбулася виставка фоторобіт, на якій було представлено більше 70 знімків, що були присвячені Донеччині.
Помер у 1985 році.